# Dirphia boliviana
Dirphia boliviana är en fjärilsart som beskrevs av Eugène Louis Bouvier 1930. Dirphia boliviana ingår i släktet Dirphia och familjen påfågelsspinnare. Inga underarter finns listade i Catalogue of Life.